# رود ایگواسو
 رود ایگواسو  (به پرتغالی: Rio Iguaçu، به اسپانیایی: Río Iguazú؛ همچنین: Rio Iguassu) رودی در آمریکای جنوبی است که سرچشمه آن در منطقه سررا دو مار ( serra do mar ) در ایالت پارانای برزیل می‌باشد . ایگواسو به رود پارانا می ریزد که مرز بین آرژانتین، برزیل و پاراگوئه را تشکیل می دهد .

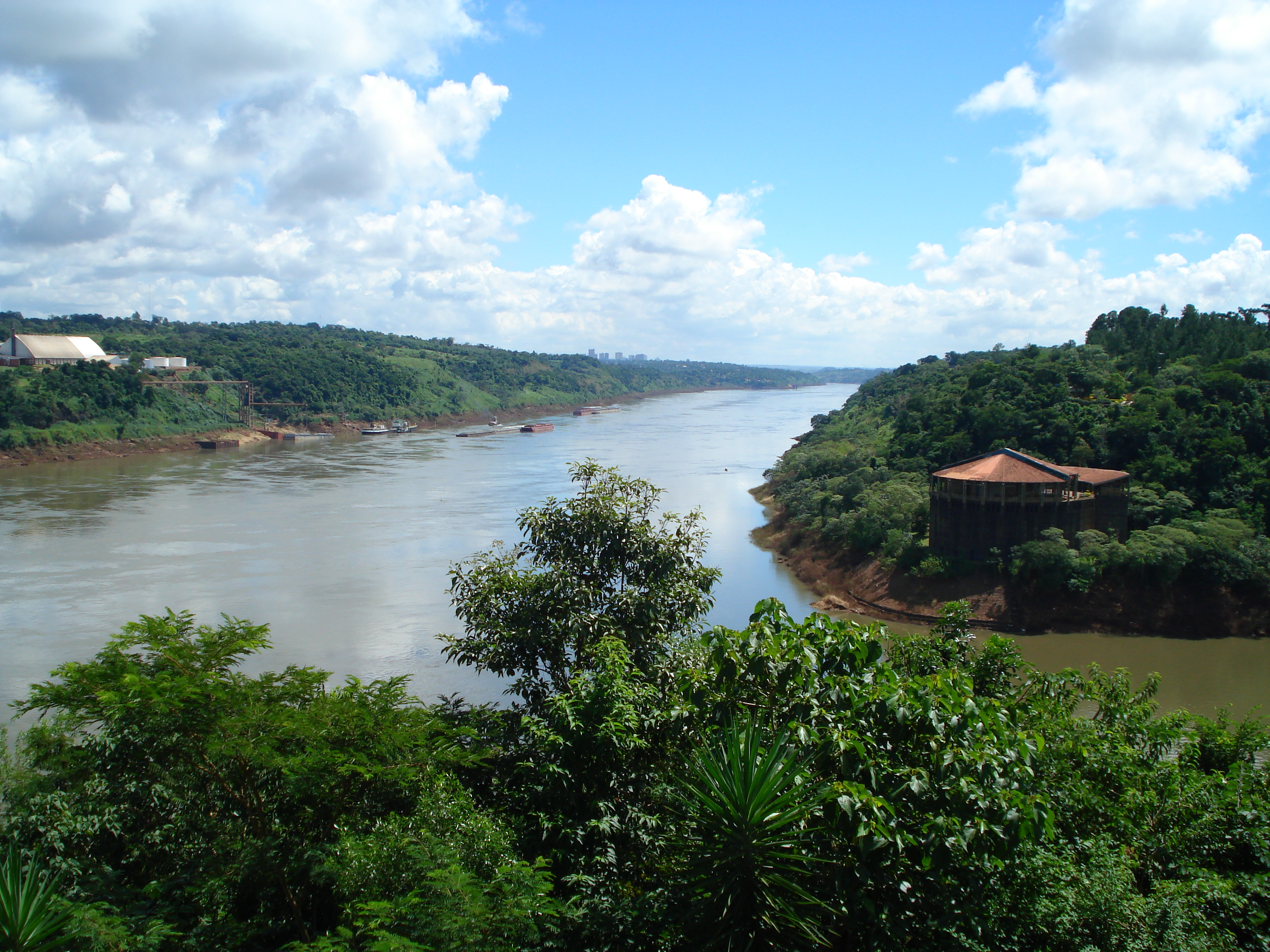
نمایی از رود ایگواسو